# Lichtensteinia lacera
Lichtensteinia lacera är en flockblommig växtart som beskrevs av Adelbert von Chamisso och Diederich Franz Leonhard von Schlechtendal. Lichtensteinia lacera ingår i släktet Lichtensteinia och familjen flockblommiga växter. Inga underarter finns listade i Catalogue of Life.

## Bildgalleri

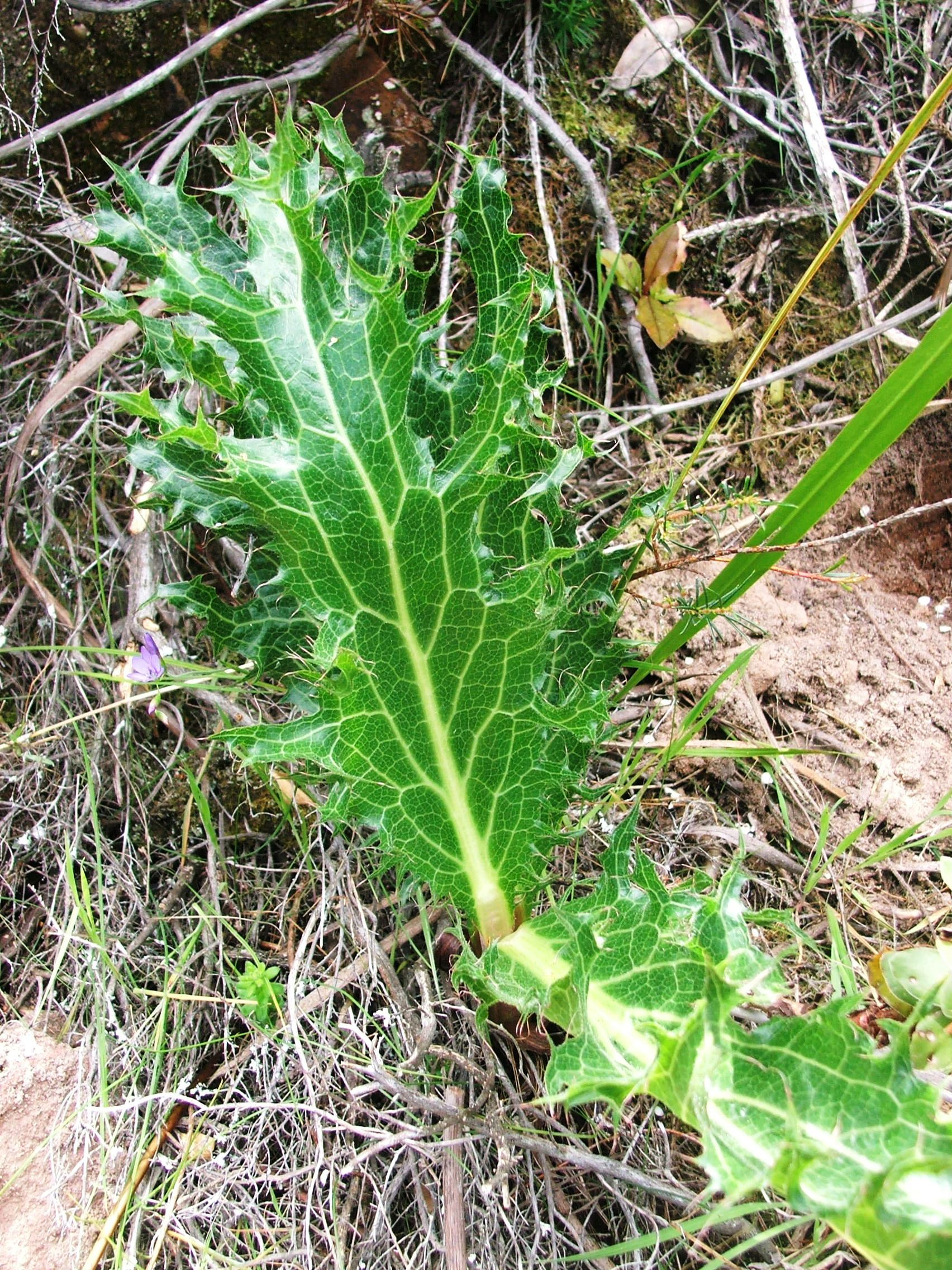
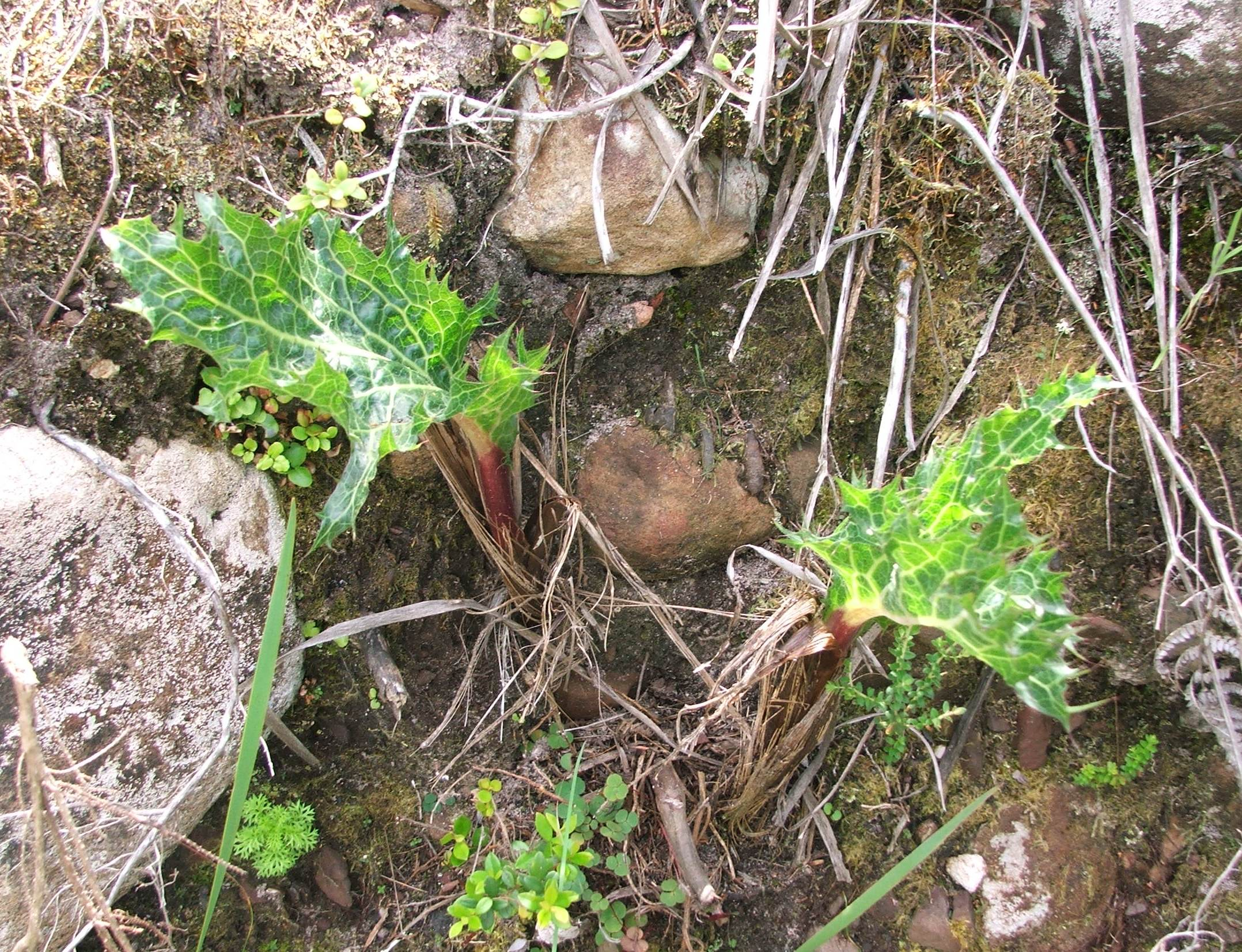